# Net-A-Porter
NET-A-PORTER wurde im Jahr 2000 von Natalie Massenet gegründet und ist ein Online-Versandhaus für Luxus-Labels mit Sitz in London.

## Geschichte

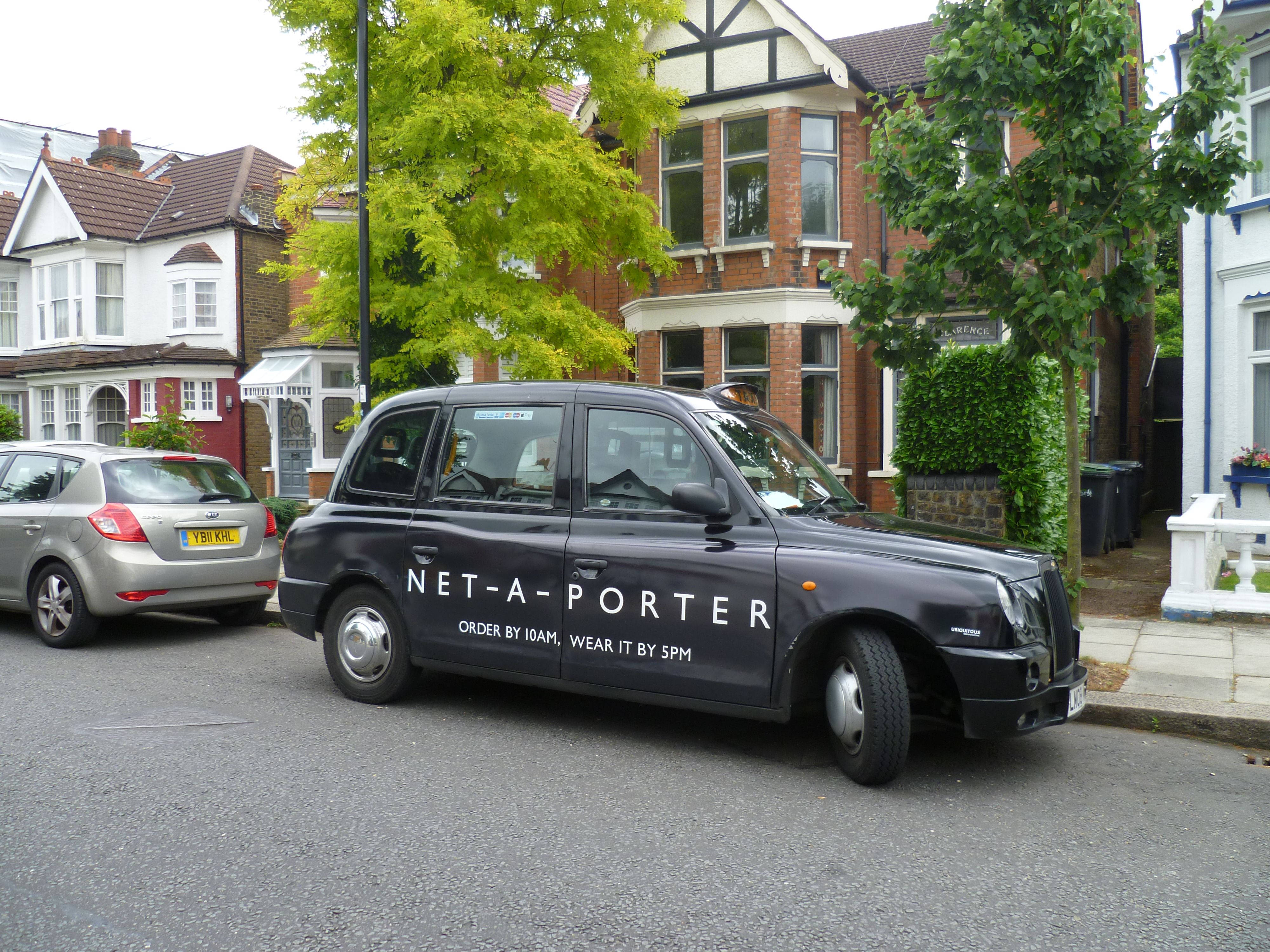
Britisches Taxi mit NAP-Werbung

Die Firma wurde im Juni 2000 von Natalie Massenet, einer ehemaligen Mode-Journalistin, gegründet. Die ursprüngliche Idee für ein Online-Modemagazin samt Onlineshop hatte sie bei der Suche nach Modeartikeln im Internet für ein Fotoshooting. Das Startkapital hatte Massenet mithilfe ihres damaligen Ehemannes, Arnaud Massenet, einem Investmentbanker, Freunden und anderen Investoren bereitgestellt. Der Unternehmensname ist ein Kofferwort aus den Begriffen Internet und Prêt-à-porter. Von ihrem Plan, den Onlineshop Whats New, Pussycat? zu nennen, war ihr zuvor abgeraten worden. Mit zunächst 15 Mitarbeitern lancierte Massenet das Online-Geschäft aus ihrer Wohnung in Chelsea. In den Anfangsjahren war es für Massenet schwierig, etablierte Modemarken davon zu überzeugen, deren Produkte im Internet bzw. auf der Webseite eines Online-Einzelhändlers anzubieten und zu verkaufen. Über Freundschaften zu Tamara Mellon ( Jimmy Choo) und Christopher Bailey (Burberry) kamen die ersten Aufträge mit anderen Modeunternehmen zustande. Massenet legte von Anfang an Wert auf edles Verpackungsmaterial, um ihren Versand-Kundinnen zu Hause ein positives Einkaufserlebnis zu bereiten.
Im Jahr 2002 erwarb der Schweizer Luxusgüter-Konzern Richemont 33 % der Anteile an Net-A-Porter (NAP). Dadurch kam unter anderem die Aufnahme von Chloé-Accessoires in den NAP-Onlineshop zustande. 2004 erwirtschaftete das Unternehmen einen Umsatz von umgerechnet 22 Millionen US-Dollar und machte erstmals Gewinn. 2006 umfasste das Sortiment etwa 150 Modemarken, darunter renommierte Namen wie Fendi, Céline und Pucci. 2009 betrug der Jahresumsatz etwa £ 120 Millionen. 2010 verkaufte Massenet weitere NAP-Anteile in Höhe von 18 % für geschätzte £ 50 Millionen an Richemont. Mit dem Aufkauf von NAP-Anteilen von anderen Investoren hielt Richemont am Ende ca. 70 % der Unternehmensanteile. Massenet blieb Vorstandsvorsitzende (executive chairwoman) von Net-A-Porter. Der Unternehmenswert lag damals bei ca. £ 350 Millionen.
Im April 2009 startete Massenet The Outnet, die Outlet-Version der NAP-Webseite mit reduzierter Ware für Damen. Im Februar 2011 ging die Herrenausstatter-Version von NAP namens Mr. Porter an den Start. 2013 wurde Kosmetik zum NAP-Portfolio hinzugefügt. 2014 lancierte Massenet die Modezeitschrift Porter. Mitte 2015 brachte NAP das Social-Media-Netzwerk The NET Set auf den Markt. Im Geschäftsjahr 2014/2015 generierte NAP den ersten Gewinn seit der Richemont-Übernahme. 2015 wurde die Firmen-Website jeden Monat von ca. sechs Millionen Menschen angeschaut.
Im März 2015 kaufte der italienische Mode-Konzern Yoox SpA unter der Leitung von Yoox-Gründer Federico Marchetti für ca. 720 Millionen Euro die Anteile an NAP von Richemont ab, wobei Richemont einen 50-%-Anteil und ein Viertel der Stimmrechte (auf drei Jahre beschränkt) an dem fusionierten Unternehmen Yoox-Net-a-porter Group (YNAP) behielt. Auch Amazon.com hatte laut Presseberichten zuvor an einer NAP-Übernahme Interesse gezeigt. Der Unternehmenswert von Net-a-porter wurde bei dieser Transaktion mit 1,4 Milliarden Euro beziffert, wohingegen er von anderen auf nahezu das Doppelte geschätzt worden war. Nach Schlichtungsverhandlungen mit NAP-Minderheitsaktionären erhöhte Richemont den Unternehmenswert und zahlte einen Ausgleich. Massenet verkaufte im September 2015 ihre übrigen NAP-Anteile für ca. 136 Millionen Euro an Yoox und verließ daraufhin das Unternehmen. Sie wurde durch Alison Loehnis (NAP-Geschäftsführerin seit 2007) ersetzt. Marchetti wurde CEO von YNAP. Im Frühjahr 2018 ergänzte Marchetti das Sortiment von NAP um hochwertige Uhren und Schmuck.
Im Mai 2018 schloss Richemont den vier Monate zuvor begonnenen Übernahmeprozess der Yoox-Net-a-porter Group für um die 2,8 Milliarden Euro ab. Marchetti, der Vorstandsvorsitzender von YNAP blieb, erhielt bei dem Deal etwa 200 Millionen Euro.
Im Oktober 2024 wurde bekannt, dass Yoox Net-A-Porter (YNAP), bei Zustimmung der Behörden an MYT Netherlands Parent B.V. (Mytheresa) verkauft wird und Richemont im Gegenzug ein Drittel an Mytheresa halten wird.
Im April 2025 hat Mytheresa die Übernahme von YOOX NET-A-PORTER von Richemont abgeschlossen, nachdem alle Bedingungen, einschließlich des Erhalts aller bedingungslosen Genehmigungen der zuständigen Aufsichtsbehörden, erfüllt wurden. Nach der Übernahme ist die neu gegründete Gruppe LuxExperience B.V. (die umbenannte Muttergesellschaft von Mytheresa) der alleinige Anteilseigner von NET-A-PORTER, MR PORTER, YOOX und THE OUTNET.
Seit Mai 2025 ist Heather Kaminetsky CEO von NET-A-PORTER. 
Net-a-Porter verkauft über die eigene Webseite Artikel von ca. 650 Modemarken in 170 Länder.